# Carl Lichtenberg
Carl Wilhelm Franz Lichtenberg, auch Karl L., (* 2. November 1816 in Hannover; † 26. Juni 1883 in Suderode) war ein deutscher Landes- und Kirchenpolitiker des 19. Jahrhunderts.

## Leben

### Familie
Carl Lichtenberg war der Vater des späteren Bürgermeisters von Linden, Georg Lichtenberg, sowie Enkel des Göttinger Physikers Georg Christoph Lichtenberg. Er war der Sohn des hannoverschen Generaldirektors des Obersteuerkollegs Georg Christoph Lichtenberg.

### Werdegang
Lichtenberg besuchte die Schule in Hannover, das Joachimsthaler Gymnasium (1829–30) und das Lyzeum in Celle (1830–35), bevor er 1837 sein Studium der Rechtswissenschaften, der Geschichte und der Philosophie an der Georg-August-Universität Göttingen aufnahm. In Göttingen wurde er Mitglied des Corps Hannovera. Nach dem 1842 in Celle bestandenen Assessorexamen trat er in die Ministerialverwaltung des Königreichs Hannover ein, wo er ab 1845 zunächst im Innenministerium, von 1852 bis 1855 im Justizministerium als dessen Generalsekretär tätig war. Von 1856 bis 1862 war er Vizepräsident des Obergerichts  Hannover. Von 1862 bis 1865 war Lichtenberg Kultusminister des Königreichs Hannover und in dieser Funktion wesentlich beteiligt an der Gesetzgebung zur Schaffung einer einheitlichen lutherischen Landeskirche.
Die juristische Fakultät der Göttinger Universität verlieh ihm 1863 die Ehrendoktorwürde.
Nach dem Ende des Königreichs Hannover war er von 1866 bis 1883 Präsident des Landeskonsistoriums der Evangelisch-Lutherischen Landeskirche Hannovers.

## Archiv
- Nachlass im Landeskirchlichen Archiv Hannover